# Zimmerius flavidifrons
Zimmerius flavidifrons  (лат.) — вид птиц из семейства тиранновых. Подвидов не выделяют.

## Классификация
Ранее считался конспецифичным с Zimmerius chrysops. Также может считаться подвидом Zimmerius viridiflavus. Ряд орнитологических союзов признают вид Zimmerius flavidifrons в качестве отдельного, но МСОП пока нет, поэтому ему не присвоен конкретный охранный статус.

## Распространение
Обитают в юго-западной части Эквадора вплоть до северной оконечности Перу. Живут на высоте от 900 до 2400 метров над уровнем моря под пологом и на опушках влажных горных лесов.